# Ferdinand Bie
Ferdinand Reinhardt Bie (Drammen, 16 de fevereiro de 1888 – Kristiansand, 9 de novembro de 1961) foi um atleta e campeão olímpico norueguês.
Bie participou dos Jogos Olímpicos de Estocolmo 1912, onde conquistou a medalha da prata no pentatlo. No ano seguinte, o norte-americano Jim Thorpe, vencedor da prova, teve sua medalha de ouro cassada por acusações de profissionalismo, na época proibido pelo COI, e Bie foi declarado como campeão, herdando a medalha, que nunca aceitou por considerar Thorpe o verdadeiro campeão. Em 1982, o Comitê reinstalou Thorpe como vencedor  do pentatlo e do decatlo daquela edição, presenteando com medalhas comemorativas da época seus dois filhos, já que as medalhas originais de 1912, doadas a um museu, haviam desaparecido, mas manteve Bie como co-campeão.
Um atleta versátil, na mesma Olimpíada ele disputou o salto em distância, os 110m com barreiras e o decatlo, que não completou. Em 1910 e 1917, Bie foi o campeão norueguês do salto em distância e em 1910 dos 110 m com barreiras.